# Obtegomeria caerulescens
Obtegomeria caerulescens – gatunek roślin z monotypowego rodzaju Obtegomeria A. Doroszenko et P. D. Cantino, Novon 8: 2. 27 Dec 1998 z rodziny jasnotowatych (Lamiaceae). Jest endemitem północno-wschodniej Kolumbii.

## Systematyka
Gatunek z monotypowego rodzaju z podplemienia Menthinae, plemienia Mentheae z rodziny jasnotowatych (Lamiaceae).